# Carcha
Carcha is een geslacht van vlinders van de familie snuitmotten (Pyralidae), uit de onderfamilie Chrysauginae.

## Soorten
- C. hersilialis Walker, 1859
- C. lugubris Jones, 1912
- C. undulatalis Amsel
- C. violalis Hampson, 1897